# Canal Elba-Lübeck
El canal Elba-Lübeck és un canal navegable de classe III que connecta el riu Trave a la ciutat de Lübeck amb l'Elba a Lauenburg. Té una llargada de 61,55 km. Amb el Canal de Kiel són les dues vies navegables que connecten el mar Bàltic amb la conca de l'Elba i el Mar del Nord tot en estalviar la llarga marrada al voltant de la península de Jutlàndia. En texts ancians es parla també del canal Elba-Trave.
El canal es va inaugurar el 16 de juny del 1900, i és el successor del canal del segle xiv Stecknitzkanal, realitzat per la connexió dels rius Stecknitz i Delvenau. Conté set rescloses que acceptent embarcacions fins a 80 metres. Els dos afluents principals són l'Steinau i Linau que abans la construcció del canal desguassaven al Delvenau.
En l'actualitat, el canal ha perdut molt del seu paper econòmic, com que només accepta embarcacions fins a 1000 tones, sobretot per al tranport a granel de material de construcció. Hi passen uns tres embarcacions comercials per dia. Nogensmenys és una destinació molt aficionada per la navegació esportiva, així com pel senderisme i ciclisme al camí de sirga. Un projecte de modernització del canal per poder acceptar empenyedors aprovat el 2017 pel govern federal. Hauria de fomentar el transport fluvial entre el Bàltic i la xarxa de vies navegables interiors d'Alemanya. La utilitat econòmica del projecte pressupostat a uns 838 milions d'euros no fa la unanimitat dels experts. A més de l'escassa utilitat, es tem també un gran impacte negatiu per al medi ambient.
En total, des de l'edat mitjana amb el canal de Stecknitz, el canal Alster-Beste, el canal de Slesvig-Holstein i el canal de Kiel hi va haver cinc intents per connectar els dos mars. Només el de Kiel i l'Elba-Lübeck queden actius en l'actualitat.
| Rescloses      | Rescloses | Rescloses   | Rescloses | Rescloses | Rescloses |
| Lloc           | km        | altitud     | llargària | ample     | desnivell |
| -------------- | --------- | ----------- | --------- | --------- | --------- |
| Büssau         | 03,43     | NN 0+1,50 m | 080,5 m   | 17,0 m    | 1,50 m    |
| Krummesse      | 08,55     | NN 0+4,25 m | 080,5 m   | 17,0 m    | 2,75 m    |
| Berkenthin     | 13,33     | NN 0+6,00 m | 080,5 m   | 17,0 m    | 1,75 m    |
| Behlendorf     | 16,52     | NN 0+7,65 m | 080,5 m   | 17,0 m    | 1,65 m    |
| Donnerschleuse | 20,67     | NN +11,83 m | 080,5 m   | 17,0 m    | 4,18 m    |
| Witzeeze       | 50,45     | NN +11,83 m | 080,5 m   | 17,0 m    | 2,98 m    |
| Lauenburg      | 59,91     | NN 0+8,85 m | 115,0 m   | 12,5 m    | 4,85 m    |